# Abby Steiner
Abigail Kathryn Steiner dite Abby Steiner (née le 24 novembre 1999 à Dublin dans l'Ohio) est une athlète américaine spécialiste des épreuves de sprint. Elle est championne du monde des relais 4 x 100 m et 4 x 400 m en 2022 à Eugene.

## Biographie
Étudiante à l'Université du Kentucky, Abby Steiner se distingue en 2022 au cours des Championnats NCAA à Eugene. Elle réalise tout d'abord un nouveau record personnel sur 100 mètres  en 10 s 90 avant de porter deux jours plus tard son record sur 200 mètres à 21 s 80. Le 26 juin 2022 à Eugene lors des championnats des États-Unis, elle s'impose sur 200 m, son premier titre national, en battant sa meilleure marque personnelle en 21 s 77.

### Double championne du monde à Eugene (2022)
Lors des championnats du monde 2022, à Eugene, Steiner se classe 5e de la finale du 200 m. Elle est ensuite sacrée championne du monde du relais 4 × 100 m en compagnie de Melissa Jefferson, Jenna Prandini et Twanisha Terry, l'équipe américaine établissant la meilleure performance mondiale de l'année en 41 s 14 devant les favorites jamaïcaines. Un jour plus tard, elle décroche une deuxième médaille d'or sur le relais 4 × 400 m aux côtés de Talitha Diggs, Britton Wilson et Sydney McLaughlin, signant encore une fois la meilleure performance mondiale de l'année en 3 min 17 s 79 devant la Jamaïque et le Royaume-Uni. Elle devient ainsi la deuxième athlète féminine (après sa compatriote Allyson Felix en 2017) à être couronnée sur les deux relais lors d'un même championnat du monde.

## Palmarès

### International
| Date | Compétition           | Lieu   | Résultat | Épreuve   | Temps         |
| ---- | --------------------- | ------ | -------- | --------- | ------------- |
| 2022 | Championnats du monde | Eugene | 5e       | 200 m     | 22 s 26       |
| 2022 | Championnats du monde | Eugene | 1re      | 4 x 100 m | 41 s 14       |
| 2022 | Championnats du monde | Eugene | 1re      | 4 x 400 m | 3 min 17 s 79 |

### National
- Championnats des États-Unis d'athlétisme
  - vainqueur du 200 m en 2022

## Records
| Épreuve      | Temps               | Lieu            | Date            |              |
| En plein air | En plein air        | En plein air    | En plein air    | En plein air |
| ------------ | ------------------- | --------------- | --------------- | ------------ |
| 100 m        | 10 s 90 (+ 1,0 m/s) | Eugene          | 9 juin 2022     |              |
| 200 m        | 21 s 77 (- 0,3 m/s) | Eugene          | 26 juin 2022    |              |
| En salle     |                     |                 |                 |              |
| 60 m         | 7 s 10              | Birmingham      | 12 mars 2022    |              |
| 200 m        | 22 s 09 (NR)        | College Station | 26 février 2022 |              |
| 400 m        | 50 s 59             | Fayetteville    | 28 janvier 2023 |              |